# Бежицкий район
Бежицкий район — административный район города Брянска Брянской области Российской Федерации. Бежицкому району административно подчинён посёлок городского типа Радица-Крыловка.
Образован 2 июня 1956 года в соответствии с Указом Президиума Верховного Совета РСФСР из упразднённого города Бежица, включённого в городскую черту Брянска.  
Население — 136 649 чел. (2021), что составляет 36.72 % населения города.
Действует железнодорожная станция Орджоникидзеград Брянского региона Московской железной дороги.

## История
Населённый пункт возник в середине 1860-х годов при строительстве Орловско-Витебской железной дороги.
2 июня 1956 года в соответствии с Указом Президиума Верховного Совета РСФСР произошло объединение г. Брянска и г. Бежицы в один город.

## Промышленность
Бежицкий район — наиболее промышленно развитый район Брянска. Здесь расположено крупнейшее предприятие Брянской области — Брянский машиностроительный завод, также в Бежице располагаются Бежицкий сталелитейный завод, Брянский автомобильный завод, Брянский камвольный комбинат, Брянский электромеханический завод, кондитерская фабрика «Брянконфи», ОАО «Пищекомбинат Бежицкий» и др. предприятия.

## Демография
Изменение численности населения за период с 1959 по 2010 год:
Изменение численности населения в XXI веке:
| 1939     | 2002     | 2009     | 2010     | 2012     | 2013     | 2014     | 2015     | 2016     |
| -------- | -------- | -------- | -------- | -------- | -------- | -------- | -------- | -------- |
| 82 334   | ↗160 036 | ↘153 037 | ↗155 330 | ↘155 253 | ↘154 294 | ↘153 662 | ↘153 131 | ↘153 002 |
| 2017     | 2018     | 2019     | 2020     | 2021     |          |          |          |          |
| ↗153 498 | ↘153 477 | ↘152 866 | ↘151 465 | ↘136 649 |          |          |          |          |

## Достопримечательности
Главными точками притяжения в Бежицком районе являются в основном здания дореволюционной эпохи. Когда посёлок ещё посещали промышленники из Великобритании, Германии, Франции и США. Часть из них оставалось на долгий срок в связи с чем строились необычные дореволюционные дома, по факту сформировавшие второй исторический центр города Брянска.

Точки притяжения старой Бежицы:
- Императорская Мужская Гимназия

- Майский дворец

- Николаевский Цех

- Центральная городская библиотека им. П.Л. Проскурина

- Ремесленное училище княгини М.К. Тенишевой и князя В.Н. Тенишева (1895).

- Бизнес-центр "Заводъ"

- БУМ-Сити

Места притяжения достойные упоминания:
- Кромская площадь и ТЦ Кромской

- Павильоны Бежицкого рынка

- Рабочие усадьбы по Красной Дорожке

- Необорочный дом для рабочих у Николаевского Цеха

Точки притяжения Болвской стороны:
- Здание вокзала Брянск-Болвский

- Кинотеатр "Металлург"
- Дворец культуры им. Д.Н. Медведева, Новый Городок

Места притяжения достойные упоминания:
- Храм Иоанна Кронштадтского, остановка "Проходные Камвольного комбината"
- Рабочий хутор (красно кирпичное здание с башней), остановка "Дом творчества"

Точки притяжения Орлика:
- Пожарная Часть №33, 30-х годов

## Транспорт
На проходящей через Бежицу железнодорожной линии, идущей от Брянска в направлении Жуковки и далее на Рославль и Смоленск, находятся станция Орджоникидзеград и платформы: Бордовичи, Отрадное, Фасонолитейная, Красный Профинтерн. В Бежице находятся Брянское городское пассажирское автотранспортное предприятие и до 2016 года действовало одно из двух брянских троллейбусных депо (закрыто).
Общественный транспорт Бежицкого района обеспечивают:
- МУ БГПАТП, автобусами: ЛиАЗ-4292, МАЗ-103, МАЗ-107, МАЗ-206 (Городской)
- Брянская Автоколонна № 1403: ЛиАЗ-5292, GAZel Next, GAZ Group «Аврора», PAZ Vector Next (Пригородный)
- МУП "БТУ": До 2021 - ЗиУ-9 и вариации, Тролза "Мегаполис". С 2023 года обслуживают: "Адмирал" и Авангард. Продолжили курсировать 3 Тролза "Оптима", с 2023 частично учебные.